# Phoradendron bolleanum
Phoradendron bolleanum är en sandelträdsväxtart som först beskrevs av Berthold Carl Seemann, och fick sitt nu gällande namn av August Wilhelm Eichler. Phoradendron bolleanum ingår i släktet Phoradendron och familjen sandelträdsväxter. Utöver nominatformen finns också underarten P. b. bolleanum.